# Oidoxie
Oidoxie är en tysk rockgrupp från Dortmund med nationalistiska sångtexter. Gruppen grundades 1995.

## Diskografi
- Kann denn Glatze Sünde sein?, 1997
- Ein neuer Tag, 1998
- Schwarze Zukunft, 1998
- Weiß & Rein, 2001
- Treue & Ehre , ?
- Ein Lied für Leipzig, 2002
- Terrormachine, 2006
- Life of Pain - Sünder ohne Ehre, 2006
- Straftat - Hail C18, 2007
- Extressiv - Rocksau, 2008
- Drei für Deutschland Teil 2, 2009